# Clephydroneura xanthopha
Clephydroneura xanthopha là một loài ruồi trong họ Asilidae. Clephydroneura xanthopha được Wiedemann miêu tả năm 1819.